# Пирс, Гай
Гай Э́двард Пирс (англ. Guy Edward Pearce, род. 5 октября 1967, Или, Великобритания) — британский и австралийский актёр театра, кино и телевидения, музыкант, родился в Великобритании, но вырос и живёт в Австралии. Лауреат телевизионной премии «Эмми» (2011), номинант на премию «Золотой глобус» (2012, 2025).
Наиболее известен по роли детектива Эдмунда «Эда» Эксли в фильме «Секреты Лос-Анджелеса», и по роли Леонарда Шелби в фильме «Помни», а также по фильмам «Я соблазнила Энди Уорхола», «Король говорит!», «Прометей», «Машина времени», «Самый пьяный округ в мире», «Железный человек 3» и по сериалу «Милдред Пирс».

## Биография
Гай Пирс родился 5 октября 1967 года в английском городе Или в семье лётчика-испытателя военно-воздушных сил из Новой Зеландии Стюарта Пирса и учительницы Энн Кокинг, которая родилась в английском графстве Дарем. Когда Гаю было три года, его семья переехала в Австралию, в город Джелонг, где его мать занялась разведением оленей. Отец погиб в авиакатастрофе в 1976 году, когда Гаю исполнилось девять лет. С раннего детства Гай увлекался театром, а в одиннадцать лет он впервые вышел на театральную сцену местного театра.

## Карьера
Будучи подростком, Гай мечтал стать актёром, и в 17 лет принялся рассылать по телеканалам письма с предложением своих услуг. В конце концов он был приглашён на пробы для съёмок в мыльной опере «Соседи», которая стала самым успешным сериалом в истории австралийского телевидения. Наряду с Кайли Миноуг и Джейсоном Донованом Пирс исполнял в сериале одну из ведущих ролей.

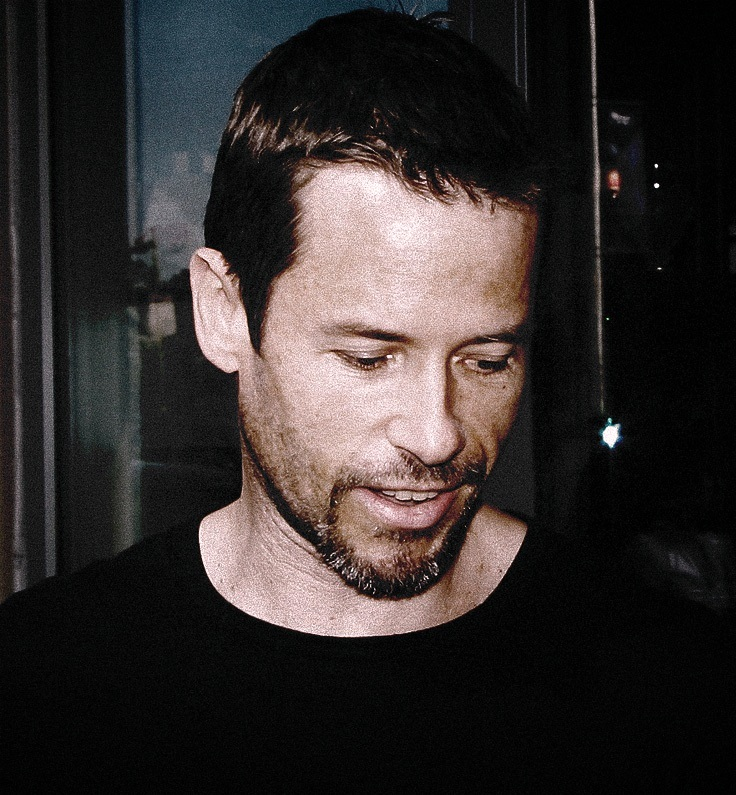
Пирс на Кинофестивале в Торонто в 2007 году

В 1990 году Пирс оставил телевидение. Однако подлинный прорыв случился через четыре года, когда Пирсу досталась колоритная роль трансвестита в малобюджетной, но наделавшей много шума картине «Приключения Присциллы, королевы пустыни». Известность ему принесло участие в байопике «Мой забытый мужчина», посвящённом судьбе легендарного актёра Эррола Флинна.
«Приключения Присциллы» принесли молодому актёру известность за пределами Австралии. В 1997 году ему была предложена работа в Голливуде, и сразу главная роль — в собравшем несколько «Оскаров» триллере «Секреты Лос-Анджелеса». За роль «правильного полицейского» в этой ленте он был представлен сразу к нескольким кинонаградам. В 1999 году он исполнил роль капитана Джона Бойда снявшись вместе с Робертом Карлайлом, в кинофильме Людоед; несмотря на свою оригинальность, фильм провалился в прокате.
За этим последовали главная роль в очередной экранизации уэллсовской «Машины времени» (2002), и, пожалуй, самая яркая работа в карьере актёра — Леонард Шелби в малобюджетном триллере «Помни» начинающего режиссёра Кристофера Нолана. В кинодраме «Я соблазнила Энди Уорхола» (2006) Пирс сыграл культового художника, а в «Смертельном номере» (2007), где его партнёршей выступила Кэтрин Зета-Джонс, — легендарного фокусника Гарри Гудини.
В 2016 году с участием Гая Пирса вышел фильм «Гений», где он играет знаменитого американского писателя Фрэнсиса Скотта Фицджеральда, фильм рассказывает о непростой дружбе писателя Томаса Вулфа и издателя Максвелла Перкинса, а также детективный вестерн «Преисподняя».

## Личная жизнь
С марта 1997 года Пирс был женат на психологе Кейт Местиц. В октябре 2015 года, после 18 лет совместной жизни, Гай Пирс объявил о разводе. Живёт и работает в Мельбурне.
С 2015 года Пирс состоит в фактическом браке с нидерландской актрисой Карис ван Хаутен. 19 марта 2016 года стало известно, что пара ожидает появления своего первенца, 29 августа 2016 года у них родился сын — Монте Пирс.

## Фильмография
| Год       |     | Русское название                        | Оригинальное название                            | Роль                                                |
| --------- | --- | --------------------------------------- | ------------------------------------------------ | --------------------------------------------------- |
| 1998      | ф   | Битва за новый мир                      | Woundings                                        | Рядовой Джимми Комптон                              |
| 1986—1989 | с   | Соседи                                  | Neighbours                                       | Майк Янг                                            |
| 1994      | ф   | Приключения Присциллы, королевы пустыни | The Adventures of Priscilla, Queen of the Desert | Адам Уайтли / Фелиция Джоллигудфеллоу               |
| 1996      | ф   | Их поменяли телами                      | Dating the Enemy                                 | Бретт                                               |
| 1996      | ф   | Мой забытый мужчина                     | Flynn                                            | Эррол Флинн                                         |
| 1997      | ф   | Секреты Лос-Анджелеса                   | L.A. Confidential                                | лейтенант Эдмунд «Эд» Эксли                         |
| 1999      | ф   | Людоед                                  | Ravenous                                         | капитан Джон Бойд                                   |
| 2000      | ф   | Правила боя                             | Rules of Engagement                              | майор Марк Биггс                                    |
| 2000      | ф   | Помни                                   | Memento                                          | Леонард Шелби                                       |
| 2002      | ф   | Граф Монте-Кристо                       | The Count of Monte Cristo                        | Фернан Мондего                                      |
| 2002      | ф   | Машина времени                          | The Time Machine                                 | Александр Хартдеген                                 |
| 2002      | ф   | Слово вора                              | The Hard Word                                    | Дейл                                                |
| 2002      | ф   | Пока не разбудят нас голоса живых       | Till Human Voices Wake Us                        | доктор Сэм Фрэнкс                                   |
| 2004      | ф   | Два брата                               | Two Brothers                                     | Эйдан Макрори                                       |
| 2005      | ф   | Предложение                             | The Proposition                                  | Чарли Бёрнс                                         |
| 2006      | ф   | До первого снега                        | First Snow                                       | Джимми Старкс                                       |
| 2006      | ф   | Я соблазнила Энди Уорхола               | Factory Girl                                     | Энди Уорхол                                         |
| 2007      | ф   | Смертельный номер                       | Death Defying Acts                               | Гарри Гудини                                        |
| 2008      | ф   | Полёт длиною в жизнь                    | Winged Creatures                                 | доктор Брюс Лэреби                                  |
| 2008      | ф   | Предатель                               | Traitor                                          | Рой Клейтон                                         |
| 2008      | ф   | Повелитель бури                         | The Hurt Locker                                  | штаб-сержант Мэтт Томпсон                           |
| 2008      | ф   | Сказки на ночь                          | Bedtime Stories                                  | Кендалл Данкан / сэр Задоцелуй / Кендалус / Кендало |
| 2009      | ф   | В её шкуре                              | In Her Skin                                      | мистер Барбер                                       |
| 2009      | ф   | По волчьим законам                      | Animal Kingdom                                   | детектив полиции сержант Нэйтан Лэки                |
| 2009      | ф   | Дорога                                  | The Road                                         | Veteran - отец, странствующий со своей семьёй       |
| 2010      | ф   | Король говорит!                         | The King's Speech                                | Король Эдуард VIII                                  |
| 2010      | ф   | Не бойся темноты                        | Don't Be Afraid of the Dark                      | Алекс                                               |
| 2011      | мтф | Милдред Пирс                            | Mildred Pierce                                   | Монти Берагон                                       |
| 2011      | ф   | 33 открытки                             | 33 Postcards                                     | Дин Рэндалл                                         |
| 2011      | ф   | Голодный кролик атакует                 | Seeking Justice                                  | Саймон                                              |
| 2012      | ф   | Напролом                                | Lockout                                          | Мэрион Сноу                                         |
| 2012      | ф   | Самый пьяный округ в мире               | Lawless                                          | Чарльз Рэйкс                                        |
| 2012      | ф   | Прометей                                | Prometheus                                       | Питер Вейланд                                       |
| 2012      | тф  | Джек Айриш: Безнадежные долги           | Jack Irish: Bad Debts                            | Джек Айриш                                          |
| 2012      | тф  | Джек Айриш: Черный прилив               | Jack Irish: Black Tide                           | Джек Айриш                                          |
| 2013      | ф   | Полной грудью                           | Breathe In                                       | Кейс Рейнольдс                                      |
| 2013      | ф   | Железный человек 3                      | Iron Man 3                                       | Олдридж Киллиан                                     |
| 2013      | ф   | От ненависти до любви                   | Hateship Loveship                                | Кен                                                 |
| 2014      | ф   | Ровер                                   | The Rover                                        | Эрик                                                |
| 2015      | ф   | Любовь, как спорт                       | Results                                          | Тревор                                              |
| 2016      | ф   | Равные                                  | Equals                                           | Джонас                                              |
| 2016      | ф   | Гений                                   | Genius                                           | Фрэнсис Скотт Фицджеральд                           |
| 2016      | ф   | Преисподняя                             | Brimstone                                        | Преподобный                                         |
| 2016—2021 | с   | Джек Айриш                              | Jack Irish                                       | Джек Айриш                                          |
| 2017      | ф   | Чужой: Завет                            | Alien: Covenant                                  | Питер Вейланд                                       |
| 2017      | мтф | Когда мы восстанем                      | When We Rise                                     | Клив Джонс                                          |
| 2018      | ф   | Две королевы                            | Mary Queen of Scots                              | сэр Уильям Сесил                                    |
| 2018      | ф   | На грани безумия                        | Spinning Man                                     | профессор Эван Бёрч                                 |
| 2018      | ф   | Шпионская игра                          | The Catcher Was a Spy                            | Роберт Фёрман                                       |
| 2018      | с   | Невинные                                | The Innocents                                    | Бендик «Бен» Халворсон                              |
| 2019      | мтф | Рождественская песнь                    | A Christmas Carol                                | Эбенезер Скрудж                                     |
| 2019      | ф   | Последний Вермеер                       | Last Vermeer                                     | Хан Ван Мегерен                                     |
| 2020      | ф   | Бладшот                                 | Bloodshot                                        | доктор Эмиль Хартинг                                |
| 2021      | ф   | Без жалости                             | Without Remorse                                  | секретарь Клэй                                      |
| 2021      | с   | Мейр из Исттауна                        | Mare of Easttown                                 | Ричард Райан                                        |
| 2021      | ф   | Ученик экзорциста                       | The Seventh Day                                  | отец Питер Костелло                                 |
| 2021      | ф   | Зона 414                                | Zone 414                                         | Дэвид Кармайкл                                      |
| 2022      | ф   | Флешбэк                                 | Memory                                           | Винсент Серра                                       |
| 2022      | ф   | Адская машина                           | The Infernal Machine                             | Брюс Когбёрн                                        |
| 2022      | с   | Шпион среди друзей                      | A Spy Among Friends                              | Ким Филби                                           |
| 2023      | с   | Очищение                                | The Clearing                                     | доктор Брайс Лэтем                                  |
| 2024      | ф   | Рассвет                                 | Sunrise                                          | Рейнольдс                                           |
| 2024      | ф   | Саван                                   | The Shrouds                                      | Мори                                                |
| 2024      | ф   | Бруталист                               | The Brutalist                                    | Харрисон Ли Ван Бюрен                               |
|           | ф   | Девушка из каюты № 10                   | The Woman in Cabin 10                            | Ричард Буллмер                                      |
|           | ф   | Собачьи звёзды                          | The Dog Stars                                    |                                                     |

## Награды и номинации
| Год  | Премия                                                    | Категория                                                                 | Название фильма или телесериала | Результат |
| ---- | --------------------------------------------------------- | ------------------------------------------------------------------------- | ------------------------------- | --------- |
| 2025 | Золотой глобус                                            | лучшая мужская роль второго плана                                         | «Бруталист»                     | Номинация |
| 2025 | Оскар                                                     | лучшая мужская роль второго плана                                         | «Бруталист»                     | Ожидается |
| 2014 | Премия Австралийской академии кинематографа и телевидения | лучший актёр                                                              | «Ровер»                         | Номинация |
| 2012 | Золотой глобус                                            | лучшая мужская роль второго плана — мини-сериал, телесериал или телефильм | «Милдред Пирс»                  | Номинация |
| 2012 | Премия Гильдии киноактёров США                            | лучшая мужская роль в телефильме или мини-сериале                         | «Милдред Пирс»                  | Номинация |
| 2011 | Эмми                                                      | лучшая мужская роль второго плана в мини-сериале или фильме               | «Милдред Пирс»                  | Победа    |
| 2011 | Спутник                                                   | лучший актёр второго плана                                                | «Милдред Пирс»                  | Номинация |
| 2011 | Премия Австралийской академии кинематографа и телевидения | лучший актёр второго плана                                                | «По волчьим законам»            | Номинация |
| 2011 | Премия Гильдии киноактёров США                            | лучший актёрский состав в игровом кино                                    | «Король говорит!»               | Победа    |
| 2011 | Премия британского независимого кино                      | лучший актёр второго плана                                                | «Король говорит!»               | Номинация |
| 2002 | Сатурн                                                    | лучший киноактёр                                                          | «Помни»                         | Номинация |
| 2002 | Спутник                                                   | лучшая мужская роль — кинофильм                                           | «Помни»                         | Номинация |
| 1999 | Премия Гильдии киноактёров США                            | лучший актёрский состав в игровом кино                                    | «Секреты Лос-Анджелеса»         | Номинация |